# Luy de France
Der Luy de France ist ein Fluss in Frankreich, der in der Region Nouvelle-Aquitaine verläuft. Er entspringt südöstlich von Pau, im Gemeindegebiet von Limendous, entwässert generell in nordwestlicher Richtung und trifft nach rund 85 Kilometern im Gemeindegebiet von Castel-Sarrazin auf den Luy de Béarn. Gemeinsam bilden sie hier den Fluss Luy.
Auf seinem Weg durchquert der Luy de France die Départements Pyrénées-Atlantiques und Landes.

## Orte am Fluss
- Limendous
- Ouillon
- Morlaàs
- Saint-Jammes
- Anos
- Astis
- Louvigny
- Monget

## Sehenswürdigkeiten
Der Zusammenfluss liegt in der Nähe des Château de Gaujacq, einem Schloss aus dem 17. Jahrhundert, das als Monument historique registriert ist.